# Династія Канґа (комікс)
«Династія Канґа» (англ. Kang Dynasty), яку іноді називають «Війна Канґа» (англ. Kang War), — це сюжетна лінія коміксів Месників (том 3) №41-55 і Avengers Annual 2001 із 16 частин, яка виходила з червня 2001 по серпень 2002. Її написав Курт Бусєк, а проілюструвала низка художників, зокрема Алан Девіс, Кірон Дваєр, Іван Рейс і Мануель Ґарсія.
Історія розповідає про Канґа Завойовника, полководця 30-го століття, одного з найстрашніших і найдавніших ворогів Месників, який прибуває на початку 21-го століття зі своїм сином Маркусом, щоб завоювати планету. Хоча Канґ тимчасово досяг успіху, перший лиходій у коміксах Marvel, який фізично захопив світ (на відміну від контролю над розумом, як одного разу досяг Доктор Дум, посиливши здібності Пурпурової людини), йому протистоять і врешті-решт перемагають месники.
Історія заслуговує на увагу своєю довжиною, а також зображенням руйнування будівлі штаб-квартири Організації Об’єднаних Націй (хоча без загиблих, оскільки Канґ врятував їх усіх, щоб підкреслити точку зору) і загибель усього населення Вашингтона, округ Колумбія; він був запланований до подій 11 вересня 2001 року, але був опублікований пізніше, оскільки Marvel Comics вирішив не змінювати сюжетну лінію.

## Короткий зміст сюжету
Канґ Завойовник з’являється зі своїм сином Маркусом, новим Центуріоном Багряного ордена, перед ООН після того, як Маркуса ледь перемагають Ґоліат, Триатлон, Залізна людина, Віжен, Оса та Військовий птах, і він руйнує будівлю, використовуючи вибух з космічної бази Дамокл, який має форму гігантського меча, але коли Оса розповідає про вбивства, які він скоїв, він показує, що жоден із мешканців не був убитий. Канґ створює силове поле навколо групи та показує багато бачень можливого майбутнього Землі, усі вони темні та жахливі. Спочатку вважалося, що він має намір допомогти Землі, але потім він оголошує, що хоче підкорити її, щоб врятувати. Канґ каже ООН, що він завдасть удару першим по Франції. Кілька груп і ворогів, включаючи девіантів і атлантів Аттуми, атакують по всьому світу. Канґ знав, що проти армії загарбників Земля об’єднається, але проти своїх власних вони будуть розбиті. Потім він телепортується разом із Центуріоном, погрожуючи завдати смертельної сили, якщо вони атакуватимуть ще раз. Тим часом Присутність атакує Росію за допомогою групи радіоактивних привидоподібних істот, на яких перетворили більшість радянських суперсолдат і з якими зустрічаються кілька учасників месників.
Після того, як ці атаки зупинені, Канґ починає вторгнення в Європейський Союз зі своєю армією з далекого майбутнього. Месники та війська ООН відважно відбиваються біля споруджених ними валів, тоді як американські війська зайняті нападом самопроголошеного Володаря світу, який створює технологічні вежі, здатні протистояти Канґу, навколо всіх великих міст Північної Америки. Нарешті Керол Денверс вдається вбити його — за допомогою невловимої допомоги сина Канґа, який закоханий у неї.
Месники намагаються проникнути на корабель Канґа, базу Дамокл. Тим часом, підводячи підсумок тривалого сюжету, Месники виявляють, що релігійний культ, відомий як Триєдине Розуміння, намагається захистити Землю від таємничої загрози під назвою Потрійне Зло. Після невдачі атаки Месники, які здійснили атаку (включаючи Капітана Америку), опиняються в космосі. Канґ захоплює контроль над дозорним флотом, яким США планували захистити себе, і використовує футуристичну зброю, щоб спустошити Вашингтон і вбити мільйони. Через загрозу нових таких нападів у світу немає іншого вибору, як здатися Канґу, а Оса особисто робить це для Месників.
Месники, які опинились у космосі, рятуються Квазаром і Триєдиним Розумінням, яким допомагають Справедливість, Вогнезір і Віжен, які попереджають їх, що прибуло Потрійне Зло; величезна плаваюча чорна піраміда на зворотному боці Місяця. Вони протистоять цьому та зрештою тріумфують, давня сила мільярдів, знищених Потрійним Злом, переходить до Триатлону, який стає повторним втіленням 3D-Людини. Джонатан Тремонт, голова Порозуміння, який хотів отримати владу для себе, схоплений. Тоді Месники дізнаються, що Земля була завойована Канґом.
На Землі Канґ і Багряний Центуріон радіють своїй перемозі, коли їм повідомляють, що Месники атакують їхню головну в'язницю. Тор і Месники звільни на Землі Осу і багатьох інших героїв, відвівши їх на базу Майстра, яку вони використовують як свою нову базу операцій. Вони дізнаються, як активувати його технологію (величезні кільцеві стіни) по всій Америці, що створює величезну загрозу для Канґа. Їхній план полягає в тому, щоб відволікти його, щоб Керол, Тор, Залізна людина, Чудо-людина і Фаєрстар могли атакувати базу Дамокл, причому технологія Майстра зруйнує її захисне силове поле. Оса має застереження, поки сам президент, який безпечно перебуває на базі, не спонукає її це зробити. Вона погоджується, але спочатку каже, що їй потрібно подзвонити.
Тим часом команда Капітана Америки в космосі прямує до Землі, використовуючи силу Піраміди. На Землі Канґ заявляє, що щогодини знищуватиме місто, доки Месники не здадуться. Перш ніж він виконає свою загрозу, технологічні вежі Майстра вириваються з землі й атакують. Завдяки дзвінкам Яна по всьому світу інші атакують сили Канґа, включаючи Присутність, Атлантів і Девіантів. З його силами, замкненими в контратаці, Канґ і Центуріон відступають на базу Дамокл. Звідти він знаходить нову базу Месників і відкриває по ній вогонь. Зіткнувшись із безпрограшною ситуацією, п’ятеро героїв, які погодилися атакувати його базу, все одно злітають. У той момент, коли Канґ збирався тріумфувати, піраміда матеріалізується біля бази Дамокл, відкриваючи по ній вогонь.
Канґ використовує свою технологію, щоб спроєктувати величезну голографічну проєкцію себе в космосі. Він каже Месникам, що може протистояти всім їхнім можливостям. Канґ повертається й знаходить поруч із собою величезну голографічну проєкцію Капітана Америки у космосі такого ж розміру, кажучи: «Тепер ти, жалюгідний, жалюгідний маленький жерстяний Гітлер ... Давайте покінчимо з цим».
Віжен, Квазар, Джастіс, Червовий валет, Фаєрстар і Фотон атакують базу Канґа разом із пірамідою, навіть коли гігантський Капітан Америка бореться з гігантським Канґом. База Дамокл зосереджує свій вогонь на піраміді, дозволяючи обороні Землі атакувати її, навіть коли герої з Землі приєднуються до битви проти неї. Канґ має перевагу над Капітаном Америкою і збирається перемогти його, але в цей момент пошкодження бази Дамокл стає настільки серйозним, що Канґ не може зберегти голографічну проєкцію.
Тріатлон не впевнений, чи варто продовжувати використовувати свою силу, оскільки він належить мертвим цивілізаціям. Розлючений полонений Тремонт використовує сили, що залишилися, щоб звільнитися та кинутися в космос, використовуючи всю свою силу, щоб знищити силове поле Бази Дамокла, навіть коли він сам помре. Месники атакують базу, а Варбірд знищує головне ядро. Тоді Канґ змушує Червоного Центуріона взяти капсулу на свій час, залишаючи Канґа почесно померти. Месники евакуювалися, коли скалічена база Дамокл впала на Землю.
База розбивається в Меріленді, спричиняючи руйнування. Канґ один виживає, знайшовши Месників, які чекають його, коли він виходить із руїн. Він каже їм, що хоче померти в бою. Капітан Америка виступає, щоб битися з ним сам, щитом проти меча. Капітан перемагає Канґа в бою і бере його в полон. Триатлон заявляє, що йому потрібно піти, щоб зв’язатися з собою, оскільки Месники повертаються. Їм кажуть, що більшість армій Канґа зараз капітулює. По всьому світу мільйони людей раділи їхньому порятунку, святкуючи. Свята перериваються, коли Месники виявляють, що база Майстра починає самознищуватися.
Канґ у своїй камері готується померти, оскільки він побудував імперію, здобув великі перемоги та навіть переміг Месників. Однак прибуває Багряний Центуріон і рятує його. Розгніваний Канґ каже Маркусу, що він не повинен був цього робити, але повертається на свій корабель. Канґ забирає Маркуса до своїх особистих кімнат, які виявляються моргом з двадцятьма двома тілами, усі вони точні копії Маркуса. Канґ каже йому, що він не перший Маркус, але попередні завжди виявлялися "неправильними". Він думав, що Маркус був іншим, але потім розповів, що від початку знав, що Маркус допомагав Варбірд. Якби Маркус зізнався, Канґ був би задоволений смертю і дозволив Маркусові стати його спадкоємцем. Але оскільки він вижив, Канґ не хотів терпіти зрадника. Потім він ударив Маркуса ножем у груди, вбивши його.

## В інших проєктах

### Фільм
- 23 липня 2022 року під час Comic-Con у Сан-Дієго Marvel Studios оголосили про те, що фільм «Месники: Династія Канґа» буде входити до шостої фази кіновсесвіту Marvel, який вийде 2 травня 2025 року в США.